# Dark Blue (Fernsehserie)
Dark Blue ist eine US-amerikanische Actionserie. Seit 2009 wurde sie in den Vereinigten Staaten produziert, inzwischen gibt es 20 Episoden und zwei Staffeln, wobei jede Staffel 10 Episoden umfasst. Jede Episode ist etwa 43 Minuten lang. Die Erstausstrahlung in den USA war am 15. Juli 2009. Die zweite Staffel wurde vom 4. August bis zum 15. September 2010 in den USA ausgestrahlt.
Am 16. November 2010 wurde die Serie offiziell abgesetzt.
Die erste Staffel wurde vom 6. Februar 2010 bis zum 10. April jeden Samstag um 22.15 Uhr auf Kabel eins in Deutscher Sprache erstausgestrahlt. Die zweite Staffel wurde vom 28. Mai bis zum 11. Juni 2013 im Pay-TV-Sender Sat.1 emotions ausgestrahlt. 

## Handlung
Lt. Carter Shaw (Dylan McDermott) ist der Leiter einer geheimen Abteilung des LAPD, die sich auf Undercover-Einsätze spezialisiert hat. Sein Team besteht aus Ty Curtis (Omari Hardwick), der mehr Zeit mit seiner Frau Melissa (Meta Golding) verbringen möchte. Ty hat Probleme von Beziehungen loszulassen, die er sich während seiner Undercoverzeit aufgebaut hat.
Dean Bendis (Logan Marshall-Green) zieht gerne sein eigenes Ding durch. Carter und Ty fürchten, dass er eines Tages zu weit in sein Cover abtaucht. Die Neue im Team ist Jaimie Allen (Nicki Aycox). Zuvor noch im Streifendienst, wird sie von Shaw angeheuert, denn Jaimie hat in ihrem eigenen Leben schon viel Erfahrung mit „Undercoverarbeit“. Unter ihrem eigentlichen Namen Jaimie Anderson war sie in ihrer Jugend eine Schwerverbrecherin, und ist unter falschem Namen zur Polizei gekommen.
Den Kontakt zum LAPD behält Shaw über Capt. Russell Maynard (Tyrees Allen).

## Besetzung
| Rollenname                     | Schauspieler         | Synchronsprecher            | Folgen          |
| ------------------------------ | -------------------- | --------------------------- | --------------- |
| Lt. Carter Shaw                | Dylan McDermott      | Stefan Staudinger           | 1–20            |
| Ty Curtis                      | Omari Hardwick       | Sascha Rotermund            | 1–20            |
| Dean Bendis                    | Logan Marshall-Green | Michael Deffert             | 1–20            |
| Jaimie Allen (Jaimie Anderson) | Nicki Aycox          | Sonja Spuhl                 | 1–20            |
| Capt. Russell Maynard          | Tyrees Allen         | Thomas Wolff (Schauspieler) | 1–3, 5, 7, 10   |
| Melissa Curtis                 | Meta Golding         | Antje von der Ahe           | 1–2, 4, 6–8, 10 |
| FBI Special Agent Alex Rice    | Tricia Helfer        |                             | 14–20           |

## Episodenliste
| Nummer (gesamt) | Nummer (Staffel) | Originaltitel              | Deutscher Titel          | Erstausstrahlung (TNT) | Erstausstrahlung (kabel eins) |
| 01              | 01               | Pilot                      | Der Fürst der Finsternis | 15. Juli 2009          | 6. Februar 2010               |
| 02              | 02               | Guns, Strippers, and Wives | Mittel zum Zweck         | 22. Juli 2009          | 13. Februar 2010              |
| 03              | 03               | Purity                     | Reinheit                 | 29. Juli 2009          | 20. Februar 2010              |
| 04              | 04               | K-Town                     | Präsident Lee            | 5. August 2009         | 27. Februar 2010              |
| 05              | 05               | August                     | Handelsware              | 12. August 2009        | 6. März 2010                  |
| 06              | 06               | Ice                        | Family Man               | 19. August 2009        | 13. März 2010                 |
| 07              | 07               | O.I.S.                     | Die blaue Wand           | 26. August 2009        | 20. März 2010                 |
| 08              | 08               | Venice Kings               | Venice Kings             | 2. September 2009      | 27. März 2010                 |
| 09              | 09               | Betsy                      | Schmuggler               | 9. September 2009      | 3. April 2010                 |
| 10              | 10               | A Shot In The Dark         | Schüsse in der Nacht     | 16. September 2009     | 10. April 2010                |

| Nummer (gesamt) | Nummer (Staffel) | Originaltitel        | Deutscher Titel         | Erstausstrahlung (TNT) | Deutsche Erstausstrahlung (Sat.1 emotions) |
| 11              | 01               | Urban Garden         | Eine Frage der Geduld   | 4. August 2010         | 28. Mai 2013                               |
| 12              | 02               | Liar’s Poker         | Kofferraum voll         | 4. August 2010         | 28. Mai 2013                               |
| 13              | 03               | Shelter of the Beast | Die Zuflucht der Bestie | 11. August 2010        | 4. Juni 2013                               |
| 14              | 04               | High Rollers         | Der mutige Feigling     | 18. August 2010        | 4. Juni 2013                               |
| 15              | 05               | Brother’s Keeper     | Schlechte Noten         | 25. August 2010        | 4. Juni 2013                               |
| 16              | 06               | Jane Wayne           | Jane Wayne              | 1. September 2010      | 4. Juni 2013                               |
| 17              | 07               | Home Sweet Home      | Trautes Heim            | 8. September 2010      | 11. Juni 2013                              |
| 18              | 08               | Shell Game           | Unheilige Allianz       | 8. September 2010      | 11. Juni 2013                              |
| 19              | 09               | Dead Flowers         | Tödliche Blumen         | 15. September 2010     | 11. Juni 2013                              |
| 20              | 10               | Personal Effects     | Gegen alle Regeln       | 15. September 2010     | 11. Juni 2013                              |